# Де-Калб (округ, Джорджия)
Де-Калб (англ. DeKalb County) — округ штата Джорджия, США. Население округа на 2000 год составляло 665 865 человек. Административный центр округа — город Декейтер.

## История
Округ Де-Калб был основан в 1822 году.
В 1998 году округ был награждён премией «All-America City Award» (с англ. — «Всеамериканский город») присуждаемой Национальной гражданской лигой, которую неофициально называют «Нобелевской премией за конструктивное гражданство» и которая выдается за активную гражданскую позицию жителей некорпоративных сообществ Соединённых Штатов в жизни местного самоуправления.

## География
Округ занимает площадь 694,1 км2.

## Демография
Согласно Бюро переписи населения США, в округе Де-Калб в 2000 году проживало 665 865 человек. Плотность населения составляла 959,3 человек на квадратный километр.